# Melih Mahmutoğlu
Melih Mahmutoğlu (Estambul, 12 de mayo de 1990) es un baloncestista turco que pertenece a la plantilla del Fenerbahçe de la Basketbol Süper Ligi. Con 1,91 m de estatura, juega en la posición de escolta.

## Trayectoria deportiva

### Primeros años
Llegó a la cantera del Anadolu Efes S.K. en 1999, con apenas nueve años, y pasó por todas las categorías inferiores del club hasta debutar profesionalmente en el Pertevniyal S.K. de la Türkiye Basketbol 2. Ligi, equipo filial del Efes Pilsen. En 2008 fue cedido al Darüşşafaka S.K., donde jugó dos temporadas, la mejor de ellas la primera en la que promedió 7,5 puntos y 1,5 rebotes por partido. En 2010, terminada la cesión, fue despedido por el Anadolu Efes.
Dos semanas después fichó por el Galatasaray, En su segunda temporada fue cedido al Antalya BB, donde promedió 11,8 puntos y 1,9 rebotes por partido. En 2012 firmó por el Erdemir Zonguldak, y en su única temporada en el equipo sus números mejoraron hasta los 12,1 puntos y 2,0 rebotes por partido.

### Fenerbahçe (2013-presente)
En agosto de 2013 firmó contrato con el Fenerbahçe por dos temporadas con opción a una tercera. En su primera temporada disputó por vez primera la Euroliga, primediando 5,5 puntos y 1,2 rebotes por partido.
Al año siguiente su equipo alcanzó por vez primera en su historia la Final Four de la Euroliga, pero cayeron derrotados en la semifinal ante el Real Madrid.
En septiembre de 2016 amplió contrato por tres temporadas más con el equipo.

### Selección nacional
Ha sido internacional con la selección de Turquía desde categorías inferiores, habiendo participado en varios campeonatos de Europa entre sub-16 y sub-20. Participó con la selección absoluta en los Juegos Mediterráneos de 2013, competición en la que consiguieron la medalla de oro.
Después participaría en el  Eurobasket 2015, Eurobasket 2017 y Copa Mundial de Baloncesto de 2019.
En septiembre de 2022 disputó con el combinado absoluto turco el EuroBasket 2022, finalizando en décima posición.